# NGC 7556A
NGC 7556A је галаксија у сазвежђу Рибе која се налази на NGC листи објеката дубоког неба.
Деклинација објекта је - 2° 23' 9" а ректасцензија 23h 15m 43,7s. Привидна величина (магнитуда) објекта NGC 7556 износи 15,0 а фотографска магнитуда 16,0.